# Stanisław Michoń
Stanisław Michoń (ur. 23 grudnia 1955 w Miłkowie, zm. 8 września 2016 tamże) – polski biegacz narciarski oraz trener biegów.
Karierę sportową rozpoczął w 1968 roku w klubie Śnieżka Karpacz, w latach 1979-1981 odbywał służbę wojskową, występując w barwach CWKS Legia Warszawa, od 1982 do 2005 był ponownie zawodnikiem Snieżki. Jako zawodnik specjalizował się w biegach długodystansowych. Trzykrotnie tryumfował w Biegu Piastów – w 1976 (pierwsza edycja), 1978 oraz 1985 roku. Startował również w zawodach zagranicznych. m.in. w austriackim Dolomitenlauf, szwedzkim Biegu Wazów, niemieckim König-Ludwig-Lauf oraz w biegach w Kanadzie oraz Stanach Zjednoczonych. Jako pierwszy Polak zdobył tytuł Worldloppet Master za ukończenie wszystkich biegów długodystansowych zrzeszonych w tej federacji. Dwukrotnie zdobył medale mistrzostw Polski seniorów, w sztafecie 4 x 10 km - w 1980 srebrny medal w barwach Legii, w 1988 brązowy medal w barwach Śnieżki (jako biegający trener).
Po zakończeniu kariery zawodniczej, rozpoczął pracę szkoleniową w klubie KS Śnieżka Karpacz oraz tamtejszej Szkole Mistrzostwa Sportowego. Trenował m.in. Dorotę Dziadkowiec (późniejszą jego żonę) oraz Urszulę Łętochę. Biegi narciarskie uprawia również jego syn, Mariusz Dziadkowiec-Michoń.